# 红箭-8反坦克导弹
紅箭-8反坦克导弹是中華人民共和國于1970年代末到1980年代初期研制的半自动有线制导第二代反坦克导弹系统，按中国国家军用标准武器装备命名规范也称为“AFT-08”。由中國北方工業公司外銷多個國家，这种导弹还由巴基斯坦引进许可证生产建立生产线。

## 研制历史
1969年底，国务院国防工业办公室“823”反坦克武器科研生产指挥部便下达了研制第二代红外半自动反坦克导弹的启动令，时值文化大革命运动期间，研制工作遇到困难。至1975年确定总体技术方案，1977年正式下达研制任务，五机部（兵器工业部）决定以203研究所牵头研制。第一任总设计师王兴治、第二任总设计师赵家铮。
为了保证定型批产品质量，缩短由研究所向工厂转产的周期，从1977年开始，“红箭-8”实行厂所结合，也就是说生产厂开始介入研制工作，实行共同设计、共同试制、共同试验的三共同方针。
紅箭-8在1984年设计定型，投入批量生产，于1987年批准定型，1987年获得国家科技进步特等奖。

## 设计
仿造自拖式飛彈，紅箭-8采用管式发射装置，光學瞄準、紅外半自动制导和有線傳輸制导指令。导弹安装有线管，内设有制导导线，当导弹发射后制导导线放出，装有红外曳光管保证追踪导弹轨迹。目视瞄准镜的十字线对准目标并在导弹飞行过程中一直跟踪目标，将导弹导向瞄准线而击中目标。攻击距离在100米~3000米左右，其采用空心装药聚能破甲战斗部。紅箭-8既能由步兵组携带用三角架在地面发射，也可由裝甲車（履带式装甲车、4Χ4轮式发射车）和武裝直升機（中国直-9武装直升机型）多种发射平台發射。可用于攻击坦克装甲车辆及其它硬壁防御工事。

## 型号

### 红箭-8A
“红箭8A”作为基础型号，由筒装导弹、红外光学瞄准装置和测角仪、三角架发射装置、电子指挥装置组成。红外观瞄和测角仪能够观察战场形势，锁定和跟踪目标。“红箭8A”导弹在外形上与英国航宇公司“旋火”有线制导反坦克导弹相似，同样使用聚能破甲战斗部。彈重11.2千克，战斗部重3.1千克，弹头重1.5千克，压电引信，穿甲威力180毫米/68度，静破甲厚度800毫米。彈尾部有4个折叠稳定叶面保证飞行时的姿态平衡。在发射后的飞行初段，双制式固体火箭发动机（增速发动机和续航发动机组成）可使导弹加速到70米/秒，之后最大速度能够加速到200~240米/秒，最大射程3000米。指挥装置重24千克，三角架发射装置重23千克。操作人员2人，移动时至少需要4人，发射操作简单，但是需要一定的时间战斗展开，射速2~3发/分。与1970年代研制的陶式导弹、霍特导弹或米蘭反坦克飛彈系统类似，能够安装在63式裝甲運兵車(弹药基数4枚)或4X4轮式轻型汽车上。

### 红箭-8C
“红箭8C”与“红箭8A”的主要区别仅仅在于导弹结构上，针对反应式装甲使用有前驱弹药（探杆）聚合装药战斗部，增大破甲能力。1993年在巴黎航展上首次公开亮相。

### 红箭-8E
“红箭8E”是第三种型号，与“红箭8C”不同，不仅对导弹，还对个别模块和所有部件都进行了改进。与基础型号相比，主要优势在于：弹体变长，增加了火箭推进剂，最大射程增加到4000米，定型系统可以更换、导弹指令改用数字传输、安装嵌入式电子自检系统、为保障夜间和能见度不佳条件下的全天候作战能力使用PTI-32热视瞄准(目标探测距离4000米，识别距离2000米，重8千克)、为穿透反应式装甲采用了新型串联式战斗部、数字式制导系统的制导部分具有内部自检能力，导弹命中概率和武器系统可靠性明显提高，物资技术保障和维修系统、以及操作员培训系统较为完善，导弹系统用相同的发射器可发射以前所有的红箭-8导弹。能在三种发射平台下有效使用，既能携带三角架发射装置便携使用，又能安装在陆基载体和直升机上使用。
红箭8E作为一线部队反坦克导弹的主力之一大量列装中国人民解放军部队，这种导弹还出口到前南斯拉夫地区，经过了实战考验。

### 红箭-8F
“红箭8F”作为第四种型号于2002年研制成功，与此前型号的主要区别在于战斗部和导弹结构上。此前型号使用的聚合装药战斗部主要是为了对付装甲目标而研制的，但是对付战场上其他类型目标的效果不太好，比如野战工事、坚固掩体等。“红箭8F”的新战斗部使用聚合装药破甲弹和爆破杀伤弹两种弹药，前部的破甲弹能穿透88毫米倾斜均质钢板，为爆破弹的主要杀伤作用清扫障碍，使其能够钻入装甲车辆或野战工事内部爆炸，造成最大杀伤效果。

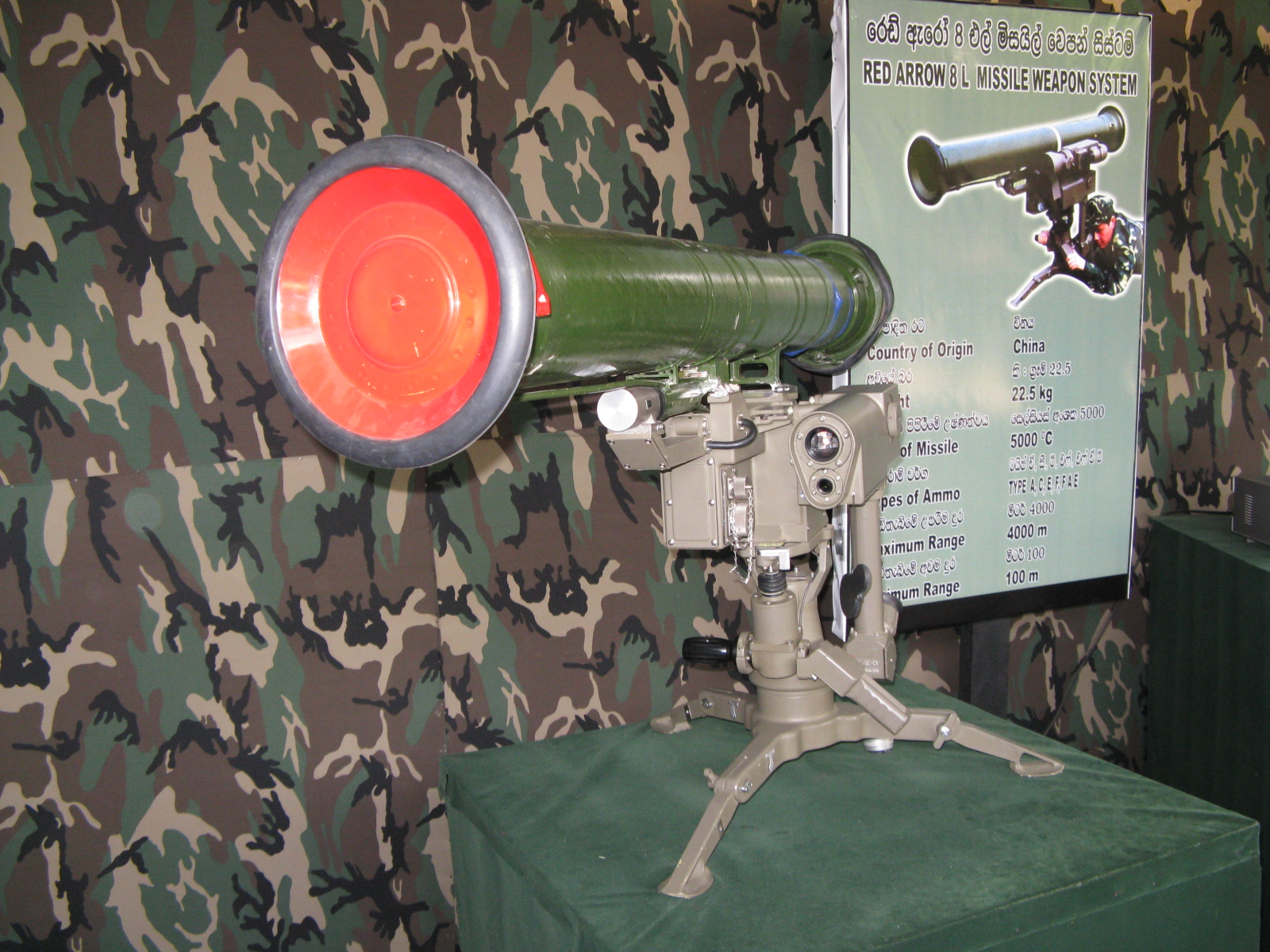
红箭-8L

### 红箭-8L
“红箭-8L”是红箭-8的轻量化版本，90年代研制成功，对整个武器系统进行了小型化、轻型化处理，制导仪和三角架的重量和尺寸都大为减小，同时其发射制导仪和发射架仅重22.5公斤，一名士兵可携带，装上导弹后的总重量约47.5公斤左右。测角仪由红外测角改为电视测角，提高了抗干扰能力，并改进了夜间作战性能，兼容发射以前射程3000米和4000米的红箭-8反坦克导弹。技术指标：射程白天为100-4000米，夜间为100-2000米，命中率>90%，能击穿220毫米/68度带反应装甲的均质装甲钢板，攻坚弹能有效穿透700毫米钢筋水泥墙。制导方式为采用光学或热成像仪进行观察瞄准，通过电视或热成像仪测角，通过数字式控制箱产生控制指令，由导线传输指令控制导弹飞行命中目标。该导弹瞄准发射形式和俄制短号反坦克导弹一样，采用潜望瞄准，卧姿发射，便于射手隐蔽发射，提高战场生存率，昼夜使用同一目镜即可完成瞄准发射动作。射界高低为-6度至+7度，方位360度。

### 红箭-8FAE
“红箭8FAE”是最新研制的改进型号，使用温压战斗部，相关研发信息于2006年曝光。据悉，这种新型导弹系统还能摧毁掩体、楼房和其他工事，以及在城市建筑区消灭敌方有生力量，最大射程4000米，全重仅26千克。它能使用此前所有型号的发射装置，包括“红箭8L”的轻型发射装置。

## 使用者
- 中华人民共和国
- 阿尔巴尼亚
- 玻利维亚
- 埃及
- 秘魯
- 伊朗
- 苏丹：以Sarib的名義授權生產紅箭-8L
- 叙利亚：内戰期間各方均有使用、繳獲，有一部分是苏丹产的Sarib，由第三方采购后進入叙利亚。
- 阿联酋
- 乌拉圭
- 马来西亚：進口自巴基斯坦的紅箭-8L授權生產版Baktar-Shikan
- 巴基斯坦：以Baktar-Shikan的名義授權生產紅箭-8L
- 斯里蘭卡
- 赤道几内亚
- 辛巴威
- 摩洛哥 - 紅箭-8L
- 巴勒斯坦國
  -  哈马斯：2024年6月末，卡桑旅首次使用来源不明的红箭-8L攻击以军雌虎裝甲運輸車

### 非國家組織
- 伊斯蘭國

## 实战
巴基斯坦方面宣稱，巴基斯坦外銷前南斯拉夫的HJ-8曾在南斯拉夫內戰中擊毀M-84主戰坦克，波斯尼亚的伊斯兰民兵获得HJ-8导弹后，曾经正面击毁了塞军的M-84主戰坦克（苏式T-72主戰坦克的南斯拉夫版），是HJ-8首次应用于实战。
2013年起有一些影片表明叙利亚自由军和伊斯蘭國用HJ-8对抗叙政府军，曾摧毁多辆T-72主战坦克。

## 流行文化
- 2005年和2013年推出的電腦遊戲戰地風雲2和戰地風雲4，選擇扮演中國人民解放軍的玩家都可以使用紅箭-8。
- 2020年推出的游戏战术小队中选择中国人民解放军陆军和中国人民解放军海军陆战队阵营的玩家可以放置并使用红箭-8B。

## 外部連結
- SinoDefence.com article on HJ-8
- BDmilitary.com article on Baktar Shikan/HJ-8 ATGMs （页面存档备份，存于）